# Richelieu T-85
Der Richelieu T-85 war ein nur 1922 und 1923 gebauter US-amerikanischer Oberklasse-Sportwagen. Herstellerin war die Richelieu Motor Car Corporation in Asbury Park, Monmouth County, New Jersey.

## Richelieu

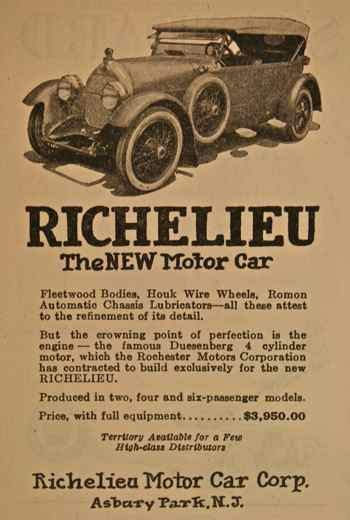
Richelieu-Anzeige, ca. 1922

Das Unternehmen wurde im Oktober 1921 von früheren Führungsleuten der Duesenberg Motors Corporation (DMC), N. G. Rost und William Beckman, gegründet. Einer der Investoren war Newton Van Zandt, der zuvor die Revere Motor Car Corporation und die Duesenberg Automobile & Motors Corporation geleitet hatte. Revere war ein Mitbewerber, der ebenfalls Duesenberg-Motoren verwendete. Es wird nicht ausgeschlossen, dass der gelegentlich zu dubiosen Methoden neigende Van Zandt heimlich einen Revere nach Asbury Park gebracht hatte und ihn dort ohne Wissen der Revere Motor Car Corporation als Vorlage für den T-85 benutzte.
Model T-85 war die einzige Baureihe dieses Unternehmens. Sein Misserfolg auf dem Markt führte zum Scheitern des Herstellers. Die 85 bhp (63,4 kW) boten eine zu ihrer Zeit mehr als ausreichende Leistung; die Rennversion, von der er abgeleitet worden war, hatte 103 bhp (74,6 kW).

## Technik
Nur zum Motor liegen vollständige Daten vor. Es wird vermerkt, dass nicht nur die technischen Daten mit jenen des Revere Model C übereinstimmen; die Prospektangaben in den Unterlagen von Revere und Richelieu stimmen bis auf den Markennamen wortwörtlich überein. Das sind starke Indizien dafür, dass der T-85 eine genaue Kopie des Revere war, einen direkten Beleg dafür gibt es indes nicht.

### Motor

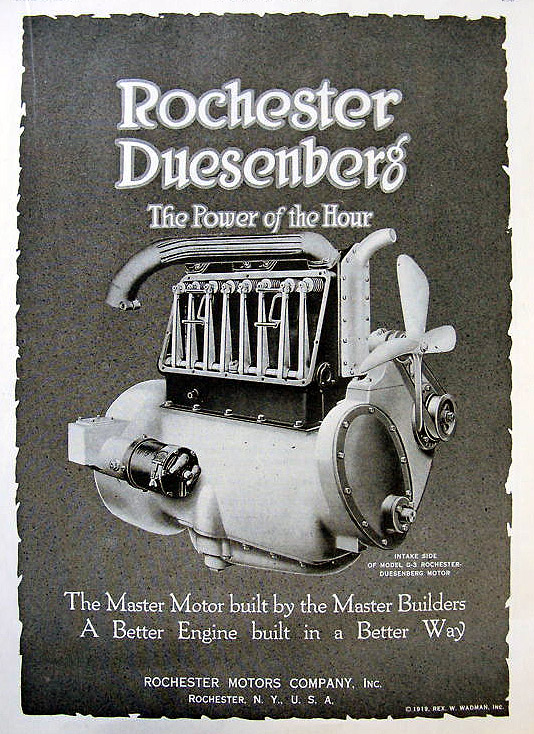
Rochester-Duesenberg Model G-3 Vierzylinder (1919). Dies ist die kleinere Version des Walking-Beam-Motors, wie er auch von Richelieu verwendet wurde. Die äußerlich gleichen G-3 und G-1 unterscheiden sich nur in der Zylinderbohrung und damit in der Leistung.

Wegen seiner historischen Bedeutung für die Marke Duesenberg ist der Rochester-Duesenberg Model G-1 recht gut dokumentiert. Es war die größere von zwei lieferbaren Versionen. Der ursprüngliche Entwurf geht auf ein Patent der Brüder Fred S. und August S. Duesenberg von 1914 zurück. Diese Motoren waren eigentlich für den Rennsport entwickelt worden. Sie wurden bis Anfang 1918 von der Duesenberg Motors Corporation (DMC) hergestellt, zuletzt auch als Rennversion mit vier Ventilen pro Zylinder. 1919 wurde die DMC liquidiert; Maschinen, Werkzeuge und Rechte am Walking-Beam-Motor erwarb die Rochester Motors Company, Inc. Mit Hilfe von Fred Duesenberg wurde das Triebwerk in wichtigen Punkten überarbeitet. Die ungewöhnliche Walking-Beam-Ventilsteuerung mit überlangen Kipphebeln wurde in gemilderter Form beibehalten. Ein neues Kurbelwellengehäuse mit tieferer Wanne ermöglichte es, die Nockenwelle höher im Gehäuse anzubringen. Dadurch konnten kürzere Kipphebel eingesetzt werden.
Zu den weiteren Änderungen gehörten ein neuer Zylinderkopf, in dem die Ventile – weiterhin zwei pro Zylinder – versetzt angeordnet waren. Neu waren nur noch eine statt zwei Zündkerzen pro Zylinder vorgesehen. Die Änderungen an der Nockenwelle zogen eine Reihe weiterer Anpassungen nach sich, darunter eine neue Kette für ihren Antrieb und jene der Nebenaggregate sowie ein neuer Ansaugkrümmer. Schon bei Duesenberg waren die Straßenversionen Model G genannt worden; diese Bezeichnung wurde von Rochester übernommen, wobei G-1 für den hier beschriebenen etwas größeren Motor steht.
Der Hubraum beträgt 340,5 c.i. (5579 cm³) bei einer Bohrung von 4 ¼ Zoll (107,95 mm) und einem Hub von 6 Zoll (152,4 mm). Für den Richelieu T-85 vermerkte der Hersteller eine Leistung von 85 bhp (63,4 kW); üblicherweise wird sie für diesen Motor mit 81 bhp (60,4 kW) angegeben. Das auf die Zylinderbohrung abgestellte N.A.C.C.-Rating beträgt 28,9 HP.

### Fahrgestell
Der Richelieu T-85 hat ein konventionelles Fahrgestell und Hinterradantrieb. Ein Radstand von 131 Zoll (3327 mm) ist gut belegt.
Da keine anders lautenden Angaben vorliegen, kann von einem konventionellen Leiterrahmen mit vorderen und hinteren Starrachsen ausgegangen werden; jener des Revere war doppelt gekröpft und hatte außen an den Längsträgern angebrachte Halbelliptik-Blattfedern mit Aufnahmen für als Extra lieferbare Stoßdämpfer. Erhältlich war auch ein System zur Zentralchassisschmierung.
Der T-85 war mit Rädern der Dimension 32 × 4½ Zoll ausgestattet.

### Kraftübertragung
Genannt wird ein Vierganggetriebe mit direkt übersetztem obersten Gang; bei sportlichen Ausführungen war der vierte Gang als Overdrive ausgelegt.
Die Hinterachse war wahlweise 3,0 : 1 oder 3,5 : 1 untersetzt.

### Karosserien

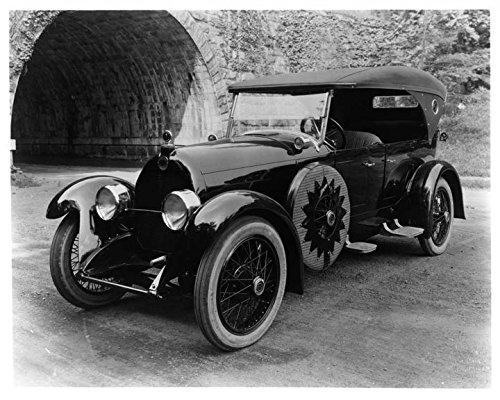
Richelieu T-85 Sport Touring, wahrscheinlich mit Fleetwood-Karosserie (1922). Im Gegensatz zum oben abgebildeten Fahrzeug hast dieser T-85 eine in Wagenfarbe lackierte Kühlerverschalung, spezielle Ersatzradabdeckungen und eine Sonderausführung des Verdecks. Vernickelte Trittstufen und Houk-Speichenräder gehörten zur Grundausstattung. Die Positionslampen wurden an eine andere Stelle versetzt.

Zunächst war der Richelieu ab Werk nur als viertüriger Touring lieferbar. 1923 wurde zusätzlich ein Roadster aufgenommen.
Die meisten Richelieu erhielten Werkskarosserien von Fleetwood. Das Unternehmen hatte schon vor seiner Übernahme durch General Motors eine beachtliche Kundenliste mit vielen bekannten Luxusmarken, darunter ALCo, Biddle, American Fiat, Benz, Chadwick, Simplex und Crane-Simplex, Daniels, Doble, Duesenberg, Ford, F.R.P., Hispano-Suiza, Isotta Fraschini, LaFayette, Lancia, Lincoln, Locomobile, Minerva, Mercedes, Meteor, Owen Magnetic, Packard, Pierce-Arrow, Porter, Renault, Rolls-Royce und SGV.
Einige später produzierte Fahrzeuge erhielten Aufbauten von lokalen Karosseriebauern wie der 
United Body Company in Rahway (New Jersey), welche das Unternehmen möglicherweise für kurze Zeit besaß. United Body hatte als einer der Zulieferer von Locomobile-Werkskarosserien und mit Einzelanfertigungen für verschiedene europäische Marken (Mercedes, Renault, Rolls-Royce) Erfahrung mit dem Markt für Oberklasse-Automobile.
Auch die in Kleinserien produzierten Karosserien waren handgefertigte Produkte von hoher Qualität. Zu dieser Zeit bestanden sie üblicherweise aus einem Holzgerippe mit Blechbeplankung.
Der T-85 war anfangs nur als viertüriger Touring mit einer Karosserie von Fleetwood erhältlich, ein Roadster und ein Sedan folgten 1923. Das Design war sportlich-europäisch ausgerichtet.
Mit der vernickelten, oben gerundeten Kühlereinfassung erinnerte der Richelieu nicht nur an große Fiat-Modelle, die zu dieser Zeit in den USA zur Oberklasse gehörten; es gibt eine große optische Ähnlichkeit zum Revere, unter anderem mit den eng geschnittenen Kotflügeln und den vernickelten Trittstufen vor jeder Tür anstelle eines durchgehenden Trittbretts. Drahtspeichenräder, große, trommelförmige Scheinwerfer und eine horizontal geteilte Windschutzscheibe vervollständigten die Ausstattung.

## Modellübersicht
Die nachstehende Modellübersicht beruht auf den Angaben der Automobilhistoriker Beverly Rae Kimes und Henry Austin Clark, jr. im Standard Catalogue of American Cars 1805–1942, 3. Auflage, 1996. Für die technischen Daten wurde Fred Roe: Duesenberg – The Pursuit of Perfection. (1982) herangezogen.
| Modell Rating | Bauzeit | Motor                                  | Leistung bhp/kW | Radstand in / mm | Karosserie     | Preis US$ | Bemerkungen |
| ------------- | ------- | -------------------------------------- | --------------- | ---------------- | -------------- | --------- | ----------- |
| T-85          | 1922    | R4 WB Duesenberg G 340,6 c.i. 5580 cm³ | 81 / 60,4 kW    | 131 / 3327       | Touring, 4 Pl  | 3950,-    |             |
| T-85          | 1923    | R4 WB Duesenberg G 340,6 c.i. 5580 cm³ | 81 / 60,4 kW    | 131 / 3327       | Touring, 4 Pl  | 4200,-    |             |
| T-85          | 1923    | R4 WB Duesenberg G 340,6 c.i. 5580 cm³ | 81 / 60,4 kW    | 131 / 3327       | Roadster, 2 Pl | 4200,-    |             |
| T-85          | 1923    | R4 WB Duesenberg G 340,6 c.i. 5580 cm³ | 81 / 60,4 kW    | 131 / 3327       | Sedan, 7 Pl    | 4200,-    |             |

### Vergleich Revere / Richelieu (1922)
In diesem Vergleich wurde der Revere Series D mit dem Motor Rochester-Duesenberg G-1 herangezogen, der auch im Richelieu T-85 verwendet wurde.
| Daten          | Revere Series D                                            | Richelieu T-85                                             |
| Motor:         | Rochester-Duesenberg G-1 28,9 HP                           | Rochester-Duesenberg G-1 28,9 HP                           |
| -------------- | ---------------------------------------------------------- | ---------------------------------------------------------- |
| Bauweise:      | Vierzylinder-Reihenmotor Grauguss-Motorblock Viertaktmotor | Vierzylinder-Reihenmotor Grauguss-Motorblock Viertaktmotor |
| Ventile:       | 8 liegend                                                  | 8 liegend                                                  |
| Ventiltrieb:   | Walking Beam Einlass und Auslass seitlich                  | Walking Beam Einlass und Auslass seitlich                  |
| Bohrung × Hub: | 4¼ × 6                                                     | 4¼ × 6                                                     |
| Hubraum:       | 340,6 c.i. / 5580 cm³                                      | 340,6 c.i. / 5580 cm³                                      |
| Leistung:      | 81 bhp (60,4 kW)                                           | 81 bhp (60,4 kW) 85 bhp (63,4 kW)                          |
| Getriebe:      | 4-Gang                                                     | 4-Gang; oberster Gang direkt                               |
| Untersetzung:  | 3,6 : 1                                                    | 3,0 : 1 opt. 3,5 : 1                                       |
| Radstand:      | 131 Zoll / 3327 mm                                         | 131 Zoll / 3327 mm                                         |
| Räder:         | 32 × 4½ Zoll                                               | 32 × 4½ Zoll                                               |

### Baureihen anderer Hersteller mit Rochester-Duesenberg Motoren

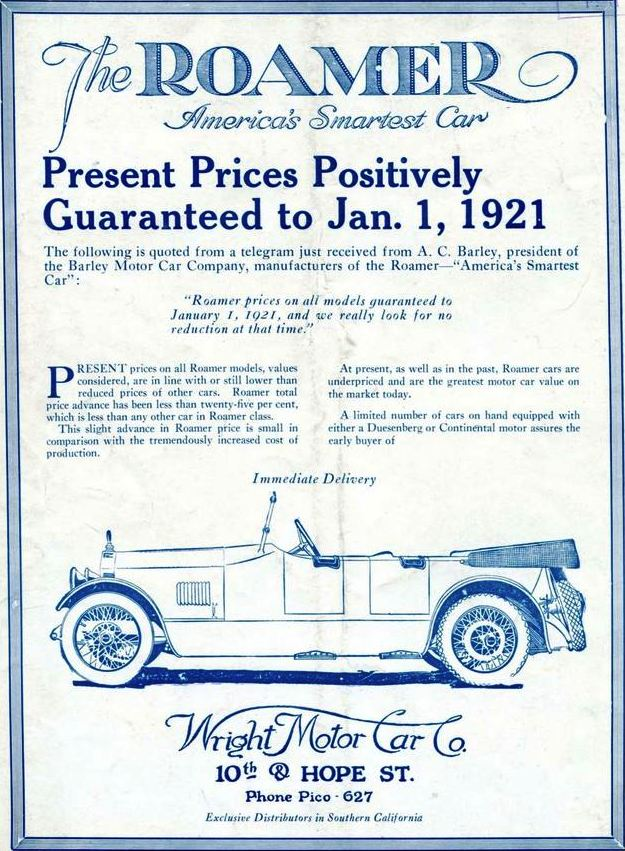
Die Roamer Motor Car Company war der bei weitem größte Abnehmer von Rochester-Duesenberg-Motorewn. Anzeige von 1920

- Argonne Motor Car Company, Jersey City, (New Jersey); 1919-1920.[12]
Argonne Model D mit Rochester-Duesenberg G-3; 4,9 Liter; 71 bhp
- Kenworthy Motors Corporation, Mishawaka (Indiana); 1920-1921.[13]
Kenworthy 4-80
- Mercury (USA, Cleveland, Ohio); 1920-1921.[14]
Mercury Model H mit Rochester-Duesenberg G-3; G-1; 5,6 Liter; 81 bhp
- Meteor Motors, Inc., Philadelphia, Pennsylvania); 1919–1922.[15]
Meteor Series K mit Rochester-Duesenberg G-3; 4,9 Liter; 71 bhp
Meteor Series R mit Rochester-Duesenberg G-1; 5,6 Liter; 81 bhp
- Preston Motors Corporation (USA, Birmingham, Alabama); 1918–1923.[16]
Premocar 4-80 1921; mit Rochester-Duesenberg G-3; 4,9 Liter; 71 bhp
- Revere Motor Car Corporation (USA, Logansport (Indiana); 1917-1926.[17]
Revere Model C auch mit Rochester-Duesenberg G-1; 5,6 Liter; 81 bhp
Revere Model D auch mit Rochester-Duesenberg G-1; 5,6 Liter; 81 bhp
Revere Model M auch mit Rochester-Duesenberg G-1; 5,6 Liter; 81 bhp
- Roamer Motor Car Company, Kalamazoo (Michigan), Streator (Illinois) und Toronto (Kanada); 1916-1929.[18]
Roamer D4-75 mit Rochester-Duesenberg G-1; 5,6 Liter; 81 bhp
Roamer D4-85 Speedster mit Rochester-Duesenberg G-1; 5,6 Liter; 81 bhp
Roamer D6-90 nur Prototyp[4]
- Preston Motors Corporation (USA, Birmingham, Alabama)
Premocar 4-80 1921; mit Rochester-Duesenberg G-3; 4,9 Liter; 71 bhp
- Walden W. Shaw Livery Company (USA, Chicago, Illinois) 1920-1921; Unternehmen von John D. Hertz.[19]
Shaw / Colonial mit Rochester-Duesenberg G-1; 5,6 Liter; 81 bhp.[19][20]